# Gamle Stavanger
Gamle Stavanger, eller Straen som området også kaldes, er en af Nordeuropas bedst bevarede træhusbebyggelser. Det er den ældre bebyggelse på skråningen vest for Vågen i Stavanger, som i dag omfattes af begrebet. I tal udgør dette 173 bevarede og restaurerede træhuse som blev opført i slutningen af 1700- og i løbet af 1800-tallet. De fleste huse er hvidmalede, men varierer i størrelse, stil og udformning.

## Historik
Der har tidligere været delte meninger om bebyggelsens alder. Undersøgelser viser at der på grundene hvor der i dag findes huse, blev bygget i perioden 1820 til 1840. I den sydlige del af Øvre Strandgate, i Bergsmauet og videre langs Vågen ud mod Blidensolstredet er husene ældre. Villa Blidensol i Øvre Strandgate 112 bliver også ofte trukket frem som det sandsynligvis ældste hus i Stavangers, efter Domkirken og Bispekapellet fra 1272. Det antages at være bygget tidligt i 1700-tallet, men kan også være bygget allerede i slutningen af 1600-tallet.
Som følge af det rige sildefiskeri og siden skibsfart og skibsbygning gennemgik Stavanger by i perioden 1815 til 1880 en eksplosiv befolkningsvækst. Indbyggertallet blev i perioden næsten tidoblet, fra 2500 til 20.000. Området Straen blev byens første boligudbygningsfelt, nødvendig for den voksende befolkning. Indtil ca. 1820 var der for det meste kun én række af havhuse og småhuse vest for Vågen. Skråningerne ovenfor var græsmarker og åbne områder, og tilhørte familien Smiths gård Blidensol, sammen med to-tre andre gårde. Straen helt inderst mod Vågen var bebygget i 1600-tallet. Af grundene på Straen var omtrent 25 % bebygget før hovedparten i 1766 og 1768 brændte. De huse som eksisterer i dag er i de fleste tilfælde helt eller delvis yngre end de som oprindelig blev opført, og brandene har gjort at det er få huse som kan dateres længere tilbage end 1768. Bygningsmiljøet som i dag præger Gamle Stavanger dateres overvejende til perioden 1840-1880. Økonomiske opgangstider i 1860- og 70-tallet gjorde at mindre huse, bygget halvtreds år tidligere, blev nedrevet for at gøre plads til større bygninger. Behovet for større reparationer og tilbygninger er en anden årsag til at de oprindelige huse kun eksisterer som dele af bindingsværk, eller med andre mindre detaljer.
Sammenhængende ældre bygningsmiljøer med bolighuse som dette findes der i dag få af. Af bevarede ældre træhuse fra 1600- og 1700-tallet findes der flere, men disse er som regel knyttet til embedsmænd og rige købmænd og er ofte byhuse eller lystgårde. Sådanne bygninger er bygget i materialer af højere kvalitet og har været bedre vedligeholdt sammenlignet med de lavere sociale lags enklere og billigere træhuse.

## Beboerne
Købmænd og skibsredere holdt hus i Nedre og Øvre Strandgate i området nærmest Vågen og Torvet. I løbet af 1840'erne blev tidligere jorder og åbne områder bebygget. Lader blev nedrevet og erstattet af bolighuse. I løbet af kort tid blev området udover i Øvre og Nedre Strandgate, Sømmegaten, Klausegaten og de andre gader på Straen befolket af søfolk, håndværkere og arbejdere. En deling af samfundslagene viste sig også i udbygningen af husene i Gamle Stavanger: Nærmest de rige købmands- og skibsrederfamilier. Inderst i Vågen byggede de mest velstående skippere, styrmænd og håndværkere. Deres huse var lidt større end matrosernes og håndværkernes, som boede i mindre huse længere op ad gaderne på Straen. Området var også præget af småhandlere som brugte kælderetagen i huset som udsalgssted for deres varer.
I begyndelsen af 1800-tallet var der stort set en familie per bolig i dette område. Efterhånden som større huse erstattede de ældre og mindre boliger, blev det almindeligt at flere husholdninger boede i samme hus. Udover fra 1840-årene blev efterspørgslen efter husrum enorm. Det resulterede i at al mulig plads måtte nyttiggøres på en måde som gav flest mulige tag over hovedet. I et enkelt hus kunne der bo op til 25 mennesker. I et hus på mellem 40 og 70 m² kunne der bo 4-5 familier. Der delte familierne gerne vigtige faciliteter som køkkenet.
Gamle Stavanger præges ikke af en bestemt stilretning eller udtryk. I perioden fra 1840 og mange år fremover hvor befolkningsforøgelsen eksploderede og behovet for boliger steg, blev der bygget mange tilbygninger på husene. Dette var et led i at imødekomme boligbehovet. Med tilbygningerne kunne kapaciteten i hvert hus øges.
Gamle Stavanger blev i 1975 udpeget af UNESCO som en af de bevaringsværdige byer i Norge sammen med blandt andet Røros. Årsagen var at de blev set som eksempler på, hvordan bevaring og renovering af bygninger kunne fungere samtidig med at de blev brugt uden at miste deres karakter.
 Stavanger kommune har modtaget flere priser for bevaringen af Gamle Stavanger. Husene er delvis i privat og delvis i kommunalt eje.

## Bevaring
I 1951 begyndte bevaringen af det da forslummede og forfaldne boligområde på Straen. Planen var at totalsanere området. 11. november 1957 blev Foreningen Gamle Stavanger stiftet. Foreningen blev startskudet for et systematisk arbejde for at bevare området og husene. I 1965 vedtog bystyret en ny reguleringsplan. Denne gang enstemmig. Området som skulle bevares omfattede nu 79 bygninger. 1975 blev området yderligere udvidet med 154 huse.

## Turistattraktion
Bydelen er en af Stavangers største turistattraktioner og et af byens mest attraktive boligområder. Bydelen byder også på flere parker, butikker, gallerier og håndværkudsalg, samt et konservesmuseum.